# Барджатия, Раджкумар
Раджкумар Барджатия (англ. Rajkumar Barjatya; 14 мая 1941, неизвестно — 21 февраля 2019, Мумбаи) — индийский кинопродюсер. Один из управляющих директоров киностудии Rajshri Productions.

## Биография
Родился 14 мая 1941 года в семье Тарачанда Барджатьи. В 1947 году Тарачанд открыл дистрибьютерскую компанию Rajshri Pictures, а в 1962 выделил из неё продюсерскую компанию Rajshri Productions и занялся производством фильмов.
Раджкумар стал работать совместно с отцом в 1970-х годах, начав как помощник продюсера в Piya Ka Ghar (1972), болливудском ремейке «Зятя из Бомбея». В той же должности он работал над Chitchor (1976), «Суть» (1984), «Я полюбил» (1989) и другими фильмами Rajshri Productions.
После смерти отца Раджкумар вместе с братьями Аджиткумаром и Камалкумаром взяли на себя управление продюсерским домом. Их первым фильмом в качестве самостоятельных продюсеров стал «Кто я для тебя?» (1994), поставленный сыном Раджкумара Сураджем. Затем последовали киноленты «Нас не разлучить» (1999), Main Prem Ki Dewwani Hoon (2003), Vivaah (2006) и Prem Ratan Dhan Paayo (2015). Именно под их руководством баннер также вышел на телевизионное и цифровое пространство. Помимо этого Раджкумар стал тем, кто начал практику создания трейлеров для телевидения из эпизодов фильма и музыкальных номеров.
Последний его фильм, Hum Chaar, вышел за неделю до его смерти. Барджатия скончался 21 февраля 2019 года в больнице Мумбаи.